# New Zealand Cavaliers
New Zealand Cavaliers – nazwa przybrana przez grupę reprezentantów Nowej Zelandii w rugby union w roku 1986 na tournée po Południowej Afryce. Wyrokiem nowozelandzkiego sądu reprezentacja Nowej Zelandii nie mogła wyjechać do kraju promującego apartheid.

## Tło
Początki tej historii można odnaleźć w roku 1981 kiedy to drużyna RPA odbywała tournée po Nowej Zelandii – doszło wtedy do starć z policją i w konsekwencji jeden z meczu pomiędzy Waikato a RPA na stadionie w Hamilton został odwołany.
W roku 1985 kiedy NZRU postanowiła wybrać się z oficjalnym tournée po Południowej Afryce, decyzja ta wzbudziła kontrowersje w Nowej Zelandii. Prawnicy z Auckland oraz zawodnicy rugby Patrick Finnegan i Philip Recordon podali nowozelandzki związek do sądu. Głównym oskarżeniem było złamanie statutu NZRU a dokładniej punktu, wedle którego NZRU „promuje, chroni i rozwija grę”. W konsekwencji 13 lipca Sąd Najwyższy wydał nieprawomocną decyzję o wstrzymaniu wyjazdu, zaś krótki okres kilku dni, jakie pozostały do wyjazdu do RPA, zmusił NZRU do odwołania tournée.

## Stworzenie drużyny i wyjazd
W roku 1986 bez dużego rozgłosu medialnego w trakcie sezonu 30 zawodników z pierwszej reprezentacji Nowej Zelandii poleciało samolotem do RPA. Nie mogąc wystąpić jako reprezentacja narodowa, drużyna przyjęła nazwę New Zealand Cavaliers i rozpoczęła swoje tournée. Z zawodników pierwszej reprezentacji występu odmówili tylko John Kirwan, David Kirk oraz Bruce Hemara.
Zespół rozegrał kilka spotkań towarzyskich z lokalnymi drużynami oraz cztery mecze z reprezentacją RPA.
| Data    | Stadion                           | Gospodarz         | Wynik | Gość                  | Zwycięzca meczu       | Relacja |
| ------- | --------------------------------- | ----------------- | ----- | --------------------- | --------------------- | ------- |
| 10 maja | Newlands Stadium, Kapsztad        | Południowa Afryka | 21-15 | New Zealand Cavaliers | Południowa Afryka     | [ 5 ]   |
| 17 maja | Kings Park Stadium, Durban        | Południowa Afryka | 18-19 | New Zealand Cavaliers | New Zealand Cavaliers | [ 6 ]   |
| 24 maja | Loftus Versfeld Stadium, Pretoria | Południowa Afryka | 33-18 | New Zealand Cavaliers | Południowa Afryka     | [ 7 ]   |
| 31 maja | Ellis Park, Johannesburg          | Południowa Afryka | 24-10 | New Zealand Cavaliers | Południowa Afryka     | [ 8 ]   |

Cała seria spotkań zakończyła się wynikiem 3:1 dla Południowej Afryki

## Kontrowersje
Największe kontrowersje budził wyjazd do państwa wspierającego apartheid, w tamtym czasie świat sportowy izolował RPA i reprezentacja tego kraju nie brała udziału w rozgrywkach międzynarodowych. Drugim problemem był amatorski etos rugby union, do roku 1995 rugby było sportem amatorskim i nie można było pobierać wynagrodzenia za grę (pod koniec XIX wieku była to jedna z głównych przyczyn utworzenia rugby league). New Zealand Cavaliers zostali posądzeni o pobieranie gaży w wysokości 40 000 funtów oraz wielu innych korzyści podczas pobytu w RPA.